# WWE Diva Search
A WWE Diva Search é uma competição de talento da WWE, para mulheres. A vencedora garante lugar no Plantel da WWE e as outras concorrentes, dependendo do sucesso, também podem conseguir grande fama.

## 2004

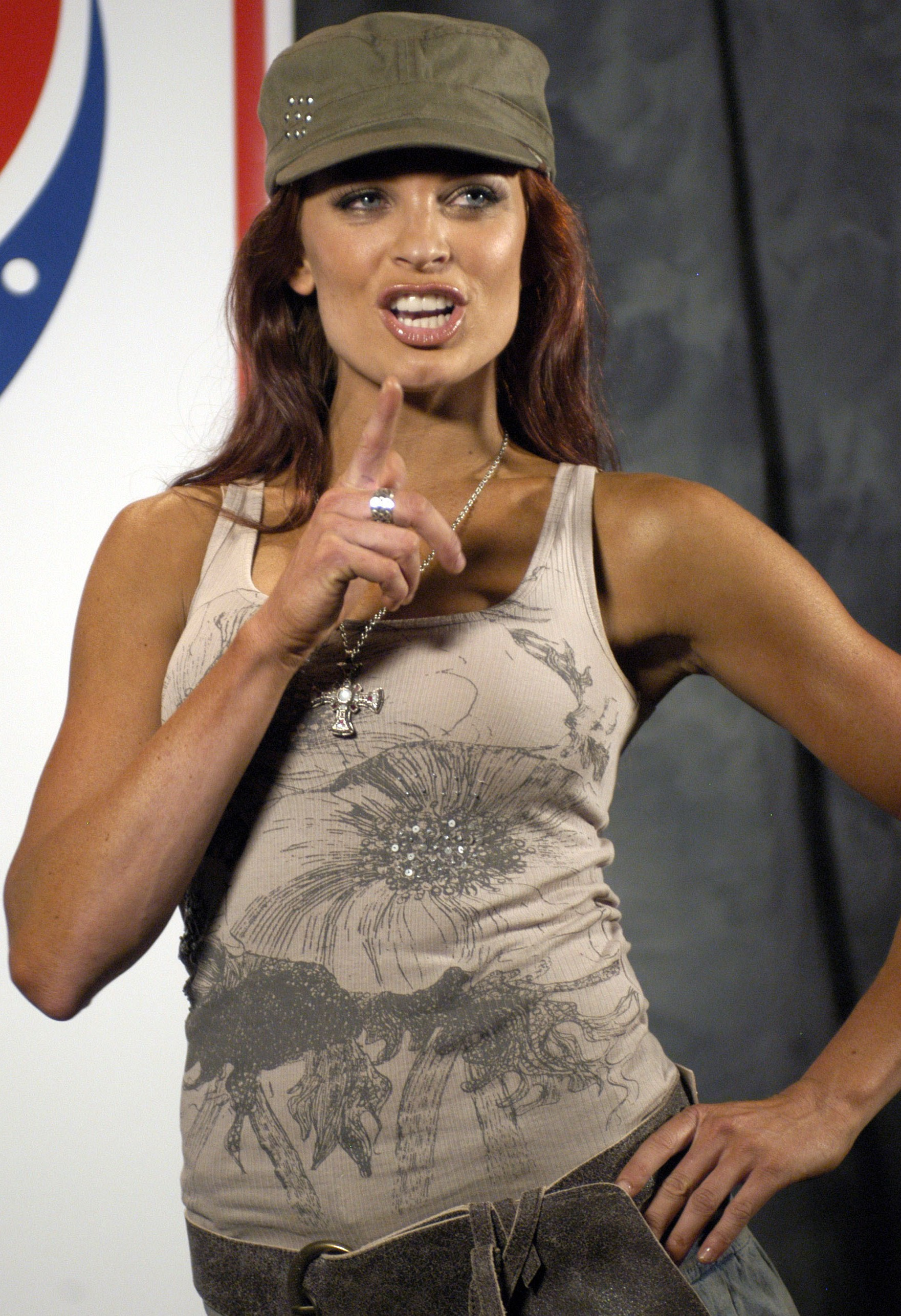
Christy Hemme, vencedora do concurso em 2004

- 1ª Christy Hemme[1][2][3][4]
- 2ª Carmella DeCesare
- 3ª Joy Giovanni
- 4ª Amy Weber
- 5ª Maria Kanellis[5]
- 6ª Tracie Wright
- 7ª Michelle McCool[5]
- 8ª Chandra Costello
- 9ª Camille Anderson
- 10ª Julia Costello
- 11° Candice

## 2005

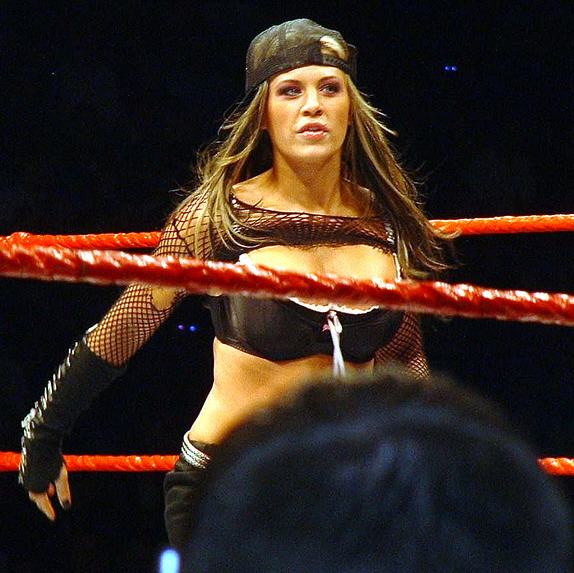
Ashley Massaro, vencedora do concurso em 2005

- 1ª Ashley Massaro[6]
- 2ª Leyla Milani
- 3ª Elisabeth Rouffaer
- 4ª Kristal Marshall
- 5ª Summer Delin
- 6ª Cameron Haven
- 7ª Simona Fusco
- 8ª Leilene "Alexis" Ondrade

## 2006

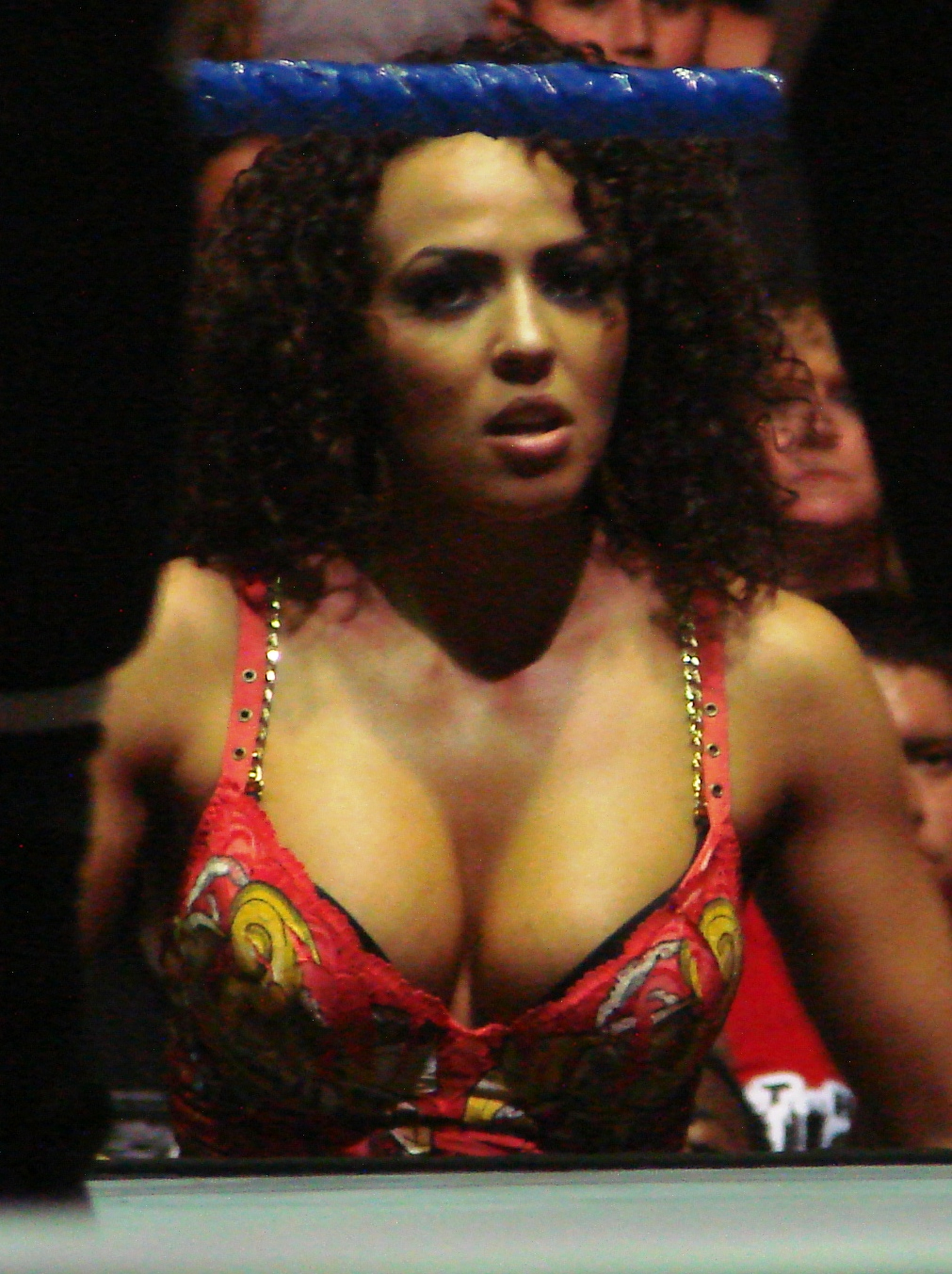
Layla El, vencedora do concurso em 2006.

- 1ª Layla El[7]
- 2ª Jen England[7]
- 3ª J.T. Tinney[7]
- 4ª Milena Roucka[7]
- 5ª Erica Chevillar[7]
- 6ª Rebecca DiPietro[7]
- 7ª Maryse Ouellet[7]
- 8ª Amy Zidian[7]

## 2007
- 1ª Eve Torres[8]
- 2ª Brooke Gilbertsen
- 3ª Lena Yada
- 4ª Taryn Terrell[9]
- 5ª Jessica Hatch[10]
- 6ª J. Kim[11]
- 7ª Lyndy Frieson[12]
- 8ª Naomi Kirk[13]

## Ligações Externas
- Diva Search 2006 no WWE.com
- Diva Search 2007 no WWE.com
- WWE Diva Search History no Pro-Wrestling Edge